# Velociped

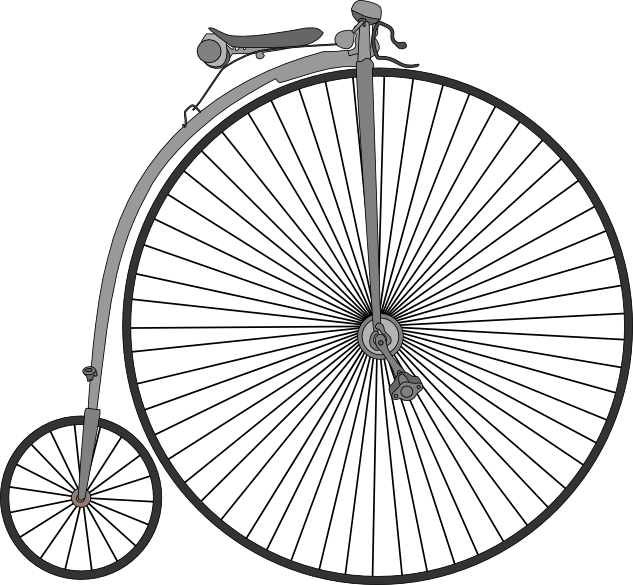
Velociped

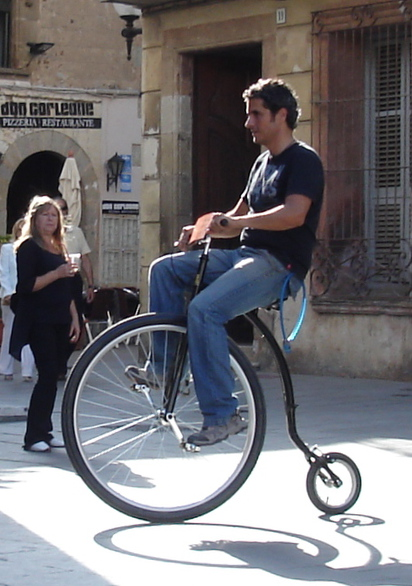
Velociped

Velociped se numește un vehicul cu două roți, precursor al bicicletei, la care roata motoare, prevăzută cu pedale, era așezată în față și era mult mai mare decât cea din spate.
Primele velocipede au fost construite de Pierre Michaux, din Paris, în jurul anului 1865. Ideea de a monta pedalele pe axul roții din față a fost însă a unui angajat al său, Pierre Lallement, care a plecat apoi în SUA, unde a patentat modelul în 1866. Din 1868 au început să se fabrice velocipede și în Anglia.
În București, primele velocipede au apărut la 1869.